# Tatort: Bienzle und der Feuerteufel
Bienzle und der Feuerteufel ist eine Folge der Krimireihe Tatort. Die Erstausstrahlung des vom Südwestrundfunk unter der Regie von Arend Agthe produzierten Beitrags fand am 2. Januar 2005 im Ersten Deutschen Fernsehen statt. Es handelt sich um die 584. Episode der Filmreihe sowie die zwanzigste mit dem Stuttgarter Kommissar Ernst Bienzle.

## Handlung
Die Stuttgarter Feuerwehr hat es in den letzten Monaten mit einem „Feuerteufel“ zu tun. Beim letzten Brand gab es allerdings ein Todesopfer.
Die Kommissare Bienzle und Gächter werden gerufen und nehmen die Ermittlungen auf. Das verbrannte Gebäude gehört zum Bauhof des Unternehmers Hohlbein, der das Opfer als seinen Mieter identifiziert. Gächter entdeckt indessen in der Nähe des Brandes die Journalistin Rosita Ianescu, die vorgibt an einer Recherche zu arbeiten.
Nachdem die Kriminaltechniker den Brandherd genau untersucht haben stellt sich heraus, dass auch hier, wie bei den letzten Bränden vom Täter eine sogenannte doppelte Verpuffung „eingebaut“ wurde. Das lässt darauf schließen, dass es sich auch dieses Mal um denselben Täter handelt, der sehr professionell gearbeitet hat. Bienzle hält es für möglich, dass es sogar ein Feuerwehrmann gewesen sein könnte. Er lässt daraufhin die Leute der Feuerwache Süd überprüfen, was dem Leiter Klaus Stöckle sehr zuwiderläuft.
Der Gerichtsmediziner stellt fest, dass der Tote nicht an den Brandverletzungen gestorben ist, sondern vorher einen Genickbruch erlitten hatte. Über eine auffällige Tätowierung kann das Opfer als ein ehemaliges Mitglied der rumänischen Geheimpolizei Securitate identifiziert werden. Dies bestätigt auch die Journalistin Ianescu. Sie weiß, dass dieser Josef Popescu hier in Deutschland als Schuldeneintreiber gearbeitet hat. So findet Bienzle eine Spur zu dem Feuerwehrmann Frank Sobor, der nachweislich Popescu kannte und mit ihm einen Streit hatte. Gerade als Bienzle Sobor befragen will, wird ein Feueralarm ausgelöst und die  Besatzung der gesamten Feuerwache muss zum Löscheinsatz. Dabei wird Sobor leicht verletzt und muss in die Klinik gebracht werden. Daher befragt Bienzle Sobors Kollegen und besten Freund Paul Henzler, der auffallend nervös auf die Fragen des Kommissars reagiert. Dieser erfährt, dass Henzler bei dem Bauunternehmer Hotterbach Schulden hat und dass Popescu für ihn als Schuldeneintreiber beschäftigt war. Da dieser in der Wahl seiner Mittel nicht zimperlich war, hatte er Henzlers Familie massiv bedroht, woraufhin Henzlers Frau mit den beiden Kindern zu ihren Eltern gezogen ist.
Über Fotos, die die Journalistin bei ihrer Überwachung von Popescu gemacht hatte, ist klar, dass Sobor und Henzler kurz vor dem Brand bei Popescu waren. Henzler gesteht daraufhin sich gegen den Mann zur Wehr gesetzt zu haben, als er zum wiederholten Male das Geld forderte und ihn jetzt mit einem Messer bedrohte. Dabei sei Popescu aus dem Fenster gestürzt und zusammen mit Sobor hat er ihn in dessen Wohnung gebracht und angezündet. Sobor hatte die Idee den Toten als Brandopfer zu tarnen und so kommt heraus, dass er der „Feuerteufel“ ist. Als Feuerexperte reizte ihn die Herausforderung und die Suche nach dem „perfekten Brand“, den er „allein beherrschen konnte, weil er wusste, wie er funktioniert.“

## Hintergrund
Die Dreharbeiten zu Bienzle und der Feuerteufel erfolgten vom 11. November bis zum 12. Dezember 2003 in Stuttgart, Karlsruhe und Baden-Baden.

## Rezeption

### Einschaltquoten
Bei der Erstausstrahlung am 2. Januar 2005 haben 7,67 Millionen Zuschauer die Sendung verfolgt, was einen Marktanteil von 20,8 Prozent entsprach.

### Kritik
Die Kritiker der Fernsehzeitschrift TV Spielfilm halten diesen Tatort für einen der „flotteren Bienzle-Einsätze“ und meinen: „Immerhin zieht hier das Tempo etwas an, und die Story ist ganz interessant.“